# Wijken en buurten in Westerveld
De Nederlandse gemeente Westerveld is voor statistische doeleinden onderverdeeld in wijken en buurten. De gemeente is verdeeld in de volgende statistische wijken:
- Wijk 00 Diever (CBS-wijkcode:170100)
- Wijk 01 Wapse (CBS-wijkcode:170101)
- Wijk 02 Zorgvlied (CBS-wijkcode:170102)
- Wijk 03 Dwingeloo (CBS-wijkcode:170103)
- Wijk 04 Lhee (CBS-wijkcode:170104)
- Wijk 05 Eemster (CBS-wijkcode:170105)
- Wijk 06 Geeuwenbrug (CBS-wijkcode:170106)
- Wijk 07 Dieverbrug (CBS-wijkcode:170107)
- Wijk 08 Havelte (CBS-wijkcode:170108)
- Wijk 09 Uffelte (CBS-wijkcode:170109)
- Wijk 10 Wapserveen (CBS-wijkcode:170110)
- Wijk 11 Vledder (CBS-wijkcode:170111)
- Wijk 12 Frederiksoord (CBS-wijkcode:170112)
- Wijk 13 Nijensleek (CBS-wijkcode:170113)
- Wijk 14 Vledderveen (CBS-wijkcode:170114)
- Wijk 15 Wilhelminaoord (CBS-wijkcode:170115)
- Wijk 16 Doldersum (CBS-wijkcode:170116)
- Wijk 17 Boschoord (CBS-wijkcode:170117)

Een statistische wijk kan bestaan uit meerdere buurten. Onderstaande tabel geeft de buurtindeling met kentallen volgens het Centraal Bureau voor de Statistiek (2008):
| CBS-buurtcode | Buurtnaam                        | Inwonertal | Opp. totaal (ha) | Opp. land (ha) | Ligging                |
| ------------- | -------------------------------- | ---------- | ---------------- | -------------- | ---------------------- |
| BU17010000    | Diever                           | 2090       | 153              | 153            | Locatie in de gemeente |
| BU17010003    | Wittelte                         | 130        | 51               | 50             | Locatie in de gemeente |
| BU17010009    | Verspreide huizen Diever         | 580        | 3532             | 3502           | Locatie in de gemeente |
| BU17010100    | Wapse                            | 480        | 204              | 204            | Locatie in de gemeente |
| BU17010109    | Verspreide huizen Wapse          | 180        | 1513             | 1507           | Locatie in de gemeente |
| BU17010200    | Zorgvlied                        | 160        | 22               | 22             | Locatie in de gemeente |
| BU17010209    | Verspreide huizen Zorgvlied      | 250        | 2346             | 2327           | Locatie in de gemeente |
| BU17010300    | Dwingeloo                        | 2450       | 147              | 147            | Locatie in de gemeente |
| BU17010301    | Westeinde                        | 120        | 56               | 56             | Locatie in de gemeente |
| BU17010302    | Stroovledder                     | 40         | 54               | 54             | Locatie in de gemeente |
| BU17010303    | Dwingelderveld                   | 40         | 1113             | 1039           | Locatie in de gemeente |
| BU17010309    | Verspreide huizen Dwingeloo      | 170        | 1769             | 1730           | Locatie in de gemeente |
| BU17010400    | Lhee                             | 240        | 68               | 68             | Locatie in de gemeente |
| BU17010401    | Lheebroek                        | 120        | 85               | 85             | Locatie in de gemeente |
| BU17010409    | Verspreide huizen Lhee           | 140        | 2931             | 2873           | Locatie in de gemeente |
| BU17010500    | Eemster                          | 160        | 44               | 44             | Locatie in de gemeente |
| BU17010509    | Verspreide huizen Eemster        | 180        | 1120             | 1109           | Locatie in de gemeente |
| BU17010600    | Geeuwenbrug                      | 360        | 68               | 66             | Locatie in de gemeente |
| BU17010601    | Leggeloo                         | 140        | 95               | 95             | Locatie in de gemeente |
| BU17010609    | Verspreide huizen Geeuwenbrug    | 110        | 742              | 702            | Locatie in de gemeente |
| BU17010700    | Dieverbrug                       | 260        | 58               | 56             | Locatie in de gemeente |
| BU17010709    | Verspreide huizen Dieverbrug     | 30         | 168              | 166            | Locatie in de gemeente |
| BU17010800    | Havelte                          | 3140       | 325              | 322            | Locatie in de gemeente |
| BU17010801    | Darp                             | 600        | 84               | 84             | Locatie in de gemeente |
| BU17010802    | Havelterberg                     | 210        | 52               | 52             | Locatie in de gemeente |
| BU17010809    | Verspreide huizen Havelte        | 440        | 2514             | 2489           | Locatie in de gemeente |
| BU17010900    | Uffelte                          | 1280       | 207              | 202            | Locatie in de gemeente |
| BU17010909    | Verspreide huizen Uffelte        | 160        | 2044             | 2006           | Locatie in de gemeente |
| BU17011000    | Wapserveen midden                | 570        | 119              | 119            | Locatie in de gemeente |
| BU17011001    | Wapserveen-West                  | 80         | 63               | 63             | Locatie in de gemeente |
| BU17011002    | Wapserveen-Oost                  | 110        | 96               | 96             | Locatie in de gemeente |
| BU17011009    | Verspreide huizen Wapserveen     | 60         | 1629             | 1625           | Locatie in de gemeente |
| BU17011100    | Vledder                          | 1860       | 122              | 122            | Locatie in de gemeente |
| BU17011109    | Verspreide huizen Vledder        | 110        | 1146             | 1136           | Locatie in de gemeente |
| BU17011200    | Frederiksoord                    | 120        | 48               | 48             | Locatie in de gemeente |
| BU17011209    | Verspreide huizen Frederiksoord  | 120        | 275              | 274            | Locatie in de gemeente |
| BU17011300    | Nijensleek                       | 420        | 73               | 73             | Locatie in de gemeente |
| BU17011309    | Verspreide huizen Nijensleek     | 80         | 1018             | 1003           | Locatie in de gemeente |
| BU17011400    | Vledderveen                      | 220        | 17               | 17             | Locatie in de gemeente |
| BU17011409    | Verspreide huizen Vledderveen    | 130        | 388              | 388            | Locatie in de gemeente |
| BU17011500    | Wilhelminaoord                   | 790        | 29               | 29             | Locatie in de gemeente |
| BU17011509    | Verspreide huizen Wilhelminaoord | 120        | 220              | 220            | Locatie in de gemeente |
| BU17011600    | Doldersum                        | 40         | 24               | 24             | Locatie in de gemeente |
| BU17011609    | Verspreide huizen Doldersum      | 60         | 904              | 893            | Locatie in de gemeente |
| BU17011709    | Verspreide huizen Boschoord      | 180        | 538              | 537            | Locatie in de gemeente |